# Bassus albifasciatus
Bassus albifasciatus är en stekelart som först beskrevs av Watanabe 1934.  Bassus albifasciatus ingår i släktet Bassus och familjen bracksteklar. Inga underarter finns listade.